# Veitchia lepidota
Veitchia lepidota é uma espécie de angiospermas da família Arecaceae.
Apenas pode ser encontrada nas Ilhas Salomão.
Está ameaçada por perda de habitat.